# David Brown Automotive

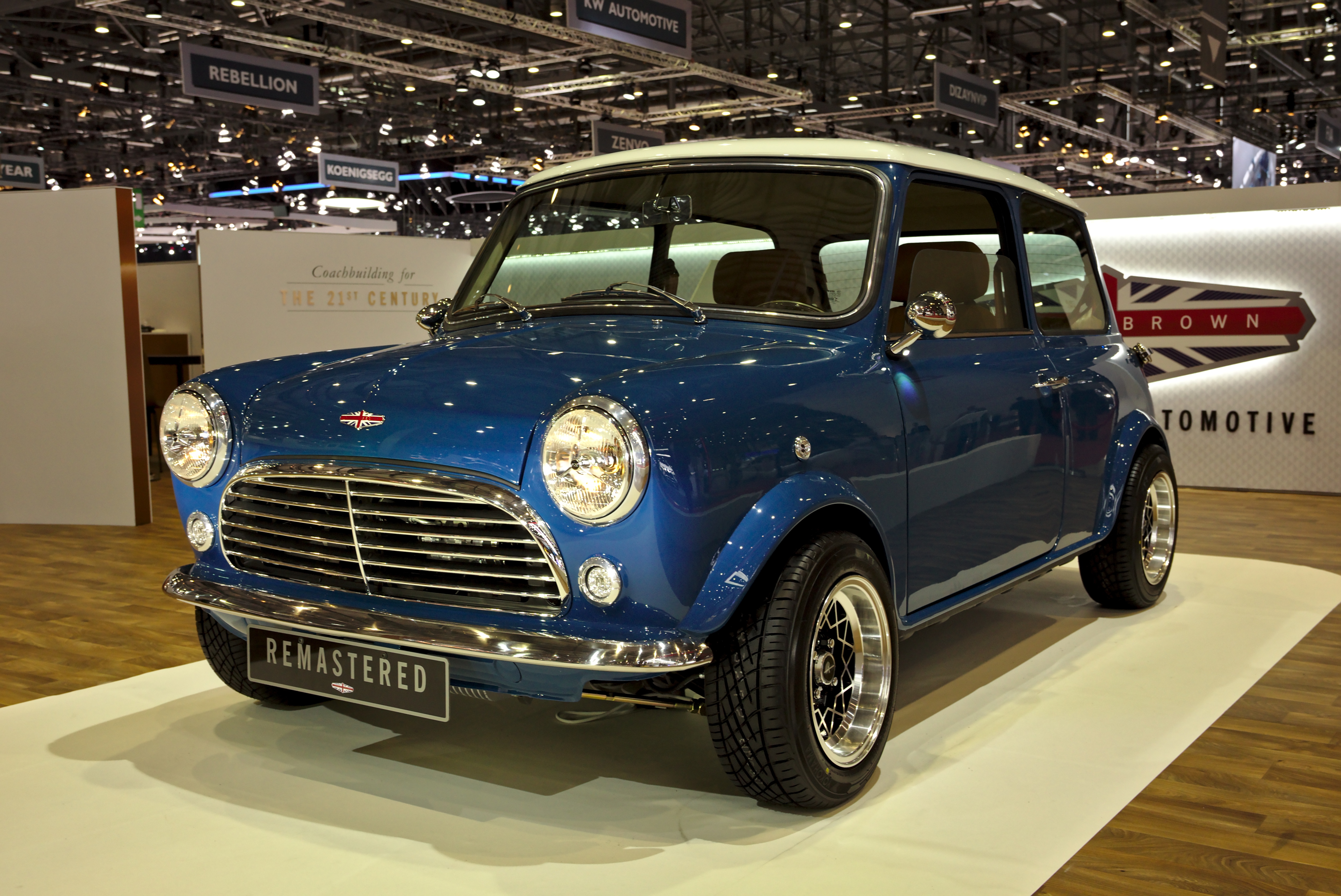
David Brown Mini Remastered

David Brown Automotive Limited, anteriormente "Crossco (1192) Limited" y "Exceptions Clothing Company Limited", es un fabricante de automóviles británico.

## Historia de la empresa
Sean Torquil Nicolson fundó Crossco (1192) Limited en Newcastle upon Tyne el 1 de marzo de 2010. El 7 de abril del mismo año, David Harmon Biesterfield, David James Horrocks e Ian Imrie sustituyeron a Nicolson en la dirección de la empresa. Phillip Nigel Blain ocupó el cargo de secretario a partir de entonces. Solo seis días después, cambiaron el nombre de la empresa a Exceptions Clothing Company Limited. A partir del 15 de marzo de 2011, se proporcionó una dirección adicional en Gateshead, en Tyne and Wear. Desde el 9 de enero de 2013, el nombre de la empresa es David Brown Automotive Limited. Desde el 17 de febrero de 2014, David Patrick Brown también es director. El 27 de febrero de 2014, la empresa se mudó a Gateshead, aunque la empresa afirma que opera en Coventry. Biesterfield renunció a su cargo de director el 27 de junio de 2014. Todas las personas con cargos en la empresa son ciudadanos británicos. En noviembre de 2015 se registraron las marcas Speedback y Speedbird y en octubre de 2017 la marca Remastered. La marca de los vehículos es David Brown.
En 2014 se inició la producción de automóviles. El 27 de marzo de 2014 se dio una conferencia de prensa en Londres, y el primer vehículo se presentó del 17 al 20 de abril de 2014 en el Top Marques de Mónaco. Alan Mobberley (nacido en 1948), quien anteriormente trabajó para Land Rover, es el director de diseño.

## Modelos

### Speedback (desde 2014)
El primer modelo de la compañía es el Speedback, presentado en 2014. El vehículo es similar a los modelos DB 5 y DB 6 de Aston Martin.

### Mini remasterizado (2017-presente)
El Mini Remastered se introdujo en 2017, y se basa en el Mini original.